# Termorezystor
Jeżeli edytujesz kod źródłowy, to aby uzyskać taki efekt: teoria, elektronem, Witolda Gombrowicza – twórz linki według składni: [[teoria]], [[elektron]]em, [[Witold Gombrowicz|Witolda Gombrowicza]].

Termorezystor – przewodnik, którego zależność rezystancji od temperatury wykorzystuje się w pomiarach temperatury.

## Termorezystory metalowe

### Zależność rezystancji metalu od temperatury
Doświadczalnie wyznaczona zależność pomiędzy rezystancją metalu a temperaturą może być aproksymowana szeregiem Taylora w postaci:
{\displaystyle R_{T}=R_{0}\left[1+{\frac {1}{R_{0}}}{\frac {\partial R_{T}}{\partial T}}\Delta T+{\frac {1}{2!R_{0}}}{\frac {\partial ^{2}R_{T}}{\partial T^{2}}}(\Delta T)^{2}+\ldots +{\frac {1}{n!R_{0}}}{\frac {\partial ^{n}R_{T}}{\partial T^{n}}}(\Delta T)^{n}+\ldots \right],}
gdzie:
{\displaystyle R_{T}} – rezystancja w temperaturze {\displaystyle T,}
{\displaystyle R_{0}} – rezystancja w temperaturze odniesienia {\displaystyle T_{0},}
{\displaystyle \Delta T=T-T_{0}.}

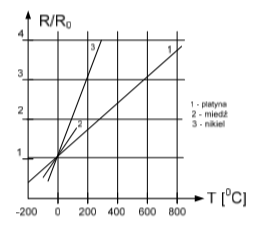
Zależność względnej zmiany rezystancji metali od temperatury

W najczęściej wykorzystywanym zakresie mierzonych temperatur, tj. –200 °C ÷ +550 °C stosuje się ograniczenie liczby składników szeregu Taylora do trzech lub dwóch:
{\displaystyle R_{T}\approxeq R_{0}\left[1+{\frac {1}{R_{0}}}{\frac {\partial R_{T}}{\partial T}}\Delta T+{\frac {1}{2!R_{0}}}{\frac {\partial ^{2}R_{T}}{\partial T^{2}}}(\Delta T)^{2}\right]=R_{0}[1+\alpha \Delta T+\beta (\Delta T)^{2}],}
{\displaystyle R_{T}\approxeq R_{0}\left[1+{\frac {1}{R_{0}}}{\frac {\partial R_{T}}{\partial T}}\Delta T\right]=R_{0}[1+\alpha \Delta T],}
gdzie:
{\displaystyle \alpha =\left[{\frac {1}{R_{0}}}{\frac {\partial R_{T}}{\partial T}}\right]} – temperaturowy współczynnik rezystancji,
{\displaystyle \beta =\left[{\frac {1}{2!R_{0}}}{\frac {\partial ^{2}R_{T}}{\partial T^{2}}}\right]} – współczynnik opisujący nieliniowość charakterystyki przetwarzania.
W warunkach doświadczalnych temperaturowy współczynnik rezystancji {\displaystyle \alpha } wyznaczany jest przy wykorzystaniu wzoru:
{\displaystyle \alpha ={\frac {R_{100}-R_{0}}{100\cdot R_{0}}},}
gdzie: {\displaystyle R_{100},} {\displaystyle R_{0}} – rezystancja termorezystora odpowiednio w 100 °C i 0 °C.
Przedstawione zależności uwzględniają zarówno zmianę rezystywności metalu, jak i jego gabarytów, spowodowane zmianą temperatury.
Wartość współczynnika α dla trzech najpopularniejszych metali: platyna – {\displaystyle 3{,}85\cdot 10^{-3}} 1/°C, nikiel – {\displaystyle 6{,}17\cdot 10^{-3}} 1/°C i miedź – {\displaystyle 4{,}26\cdot 10^{-3}} 1/°C.

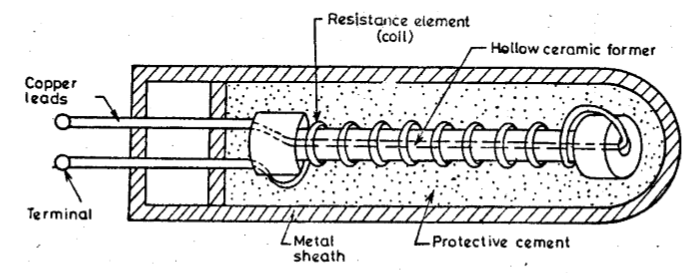
Budowa termorezystorów metalowych

### Budowa termorezystorów
Metale, z których wykonuje się termorezystory, powinny cechować się:
- dużym temperaturowym współczynnikiem rezystancji (α),
- linową zależnością rezystancji od temperatury,
- wysoką odpornością na korozje,
- elastycznością, ciągliwością,
- łatwością spawania lub zgrzewania,
- wysoką temperaturą topnienia,
- stałością własności fizycznych i chemicznych w wykorzystywanym zakresie temperatury,
- brakiem histerezy[4].

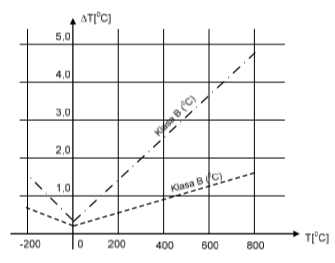
Rozkład niepewności maksymalnych dla klasy A i B termorezystorów platynowych

Charakterystyki przetwarzania są podawane w materiałach informacyjnych producentów bądź w normach (PN-EN 60751:2009). Termorezystory metalowe oznaczane są wg schematu MR0,
gdzie:
M – oznaczenie materiału rezystancyjnego,
{\displaystyle R_{0}} – rezystancja w temperaturze 0 °C.
Wartości R0 są znormalizowane: 100, 500 lub 1000 Ω. Przykładowo, termorezystor platynowy o rezystancji 100 Ω ma oznaczenie Pt100. Wymogi stawiane przez środowiska agresywne narzucają konieczność stosowania termorezystorów w obudowach stalowych w wykonaniu wysokociśnieniowym lub przeciwwybuchowym. Obudowy te mogą mieć rozmiary znacznie większe w porównaniu z rozmiarami samego czujnika.
W literaturze anglojęzycznej termorezystory metalowe występują pod nazwą RTD (ang. Resistance Temperature Detector).
Termorezystory metalowe wykonywane są w różnych klasach dokładności, oznaczanych np. przez: A, B oraz różnym zakresem temperatury pracy np.: –200 ÷ 650 °C, -200 ÷ 850 °C dla których unormowano niepewność pomiaru.
Termorezystory metalowe wykonuje się w większości w postaci pałeczek z drutów nawijanych na izolacyjne karkasy. W celu minimalizacji indukcyjności tak nawiniętych cewek, nawija się je bifilarnie.

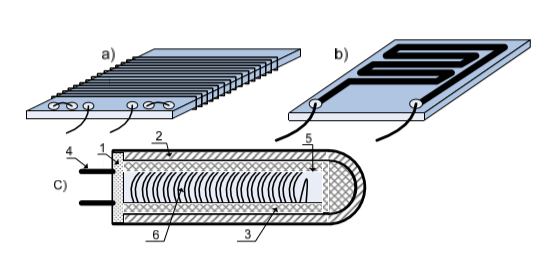
Przykładowe rozwiązania termorezystorów metalowych, a – płaski drutowy, b – cienkowarstwowy, c – bifilarnie nawinięty termorezystor rurkowy (1 – uszczelniacz ceramiczno cementowy, 2 – ceramiczna osłona, 3 – izolator mikowy, 4 – końcówki doprowadzające, 5 – ceramiczny karkas, 6 – bifilarnie nawinięty drut platynowy)

W przypadku wykorzystania karkasów ceramicznych jako warstwę ochronną stosuje się glazurę. Spotykane są również ścieżki rezystancyjne w postaci cienkiej meandrowej warstwy napylonej na płytkę ceramiczną (termorezystory platynowe). Tego typu termorezystory mają rozmiary kilku milimetrów, wykonywane są analogicznie do produkcji układów scalonych. Cienkowarstwowa ścieżka rezystancyjna pokrywana jest warstwą szkła w celu ochrony przed wilgocią i zanieczyszczeniami.
Ze względu na sposób pomiaru rezystancji, termorezystory mogą mieć 2-, 3- lub 4-przewodowe wyprowadzenia wykonane z drutu srebrnego lub miedzianego.

### Efekt samopodgrzewania termorezystorów
Płynący przez rezystor prąd pomiarowy powoduje podgrzewanie termorezystora mogące powodować powstanie systematycznych błędów pomiaru. Zazwyczaj producent podaje moc dopuszczalną lub maksymalny prąd pomiarowy dla danego termorezystora, przy założeniu, że błąd od nagrzewania będzie pomijalnie mały. Dla większości konstrukcji termorezystorów natężenie prądu pomiarowego nie powinno przekraczać kilku miliamperów (max 10 mA). Wartość dopuszczalną prądu pomiarowego dla konstrukcji ogólnego przeznaczenie wyznacza się z zależności:
{\displaystyle I_{pmax}={\sqrt {\frac {\Delta \nu _{max}A}{R_{T}}}},}
gdzie:
{\displaystyle \Delta \nu _{max}} – dopuszczalny wzrost temperatury od samopodgrzania,
{\displaystyle R_{T}} – rezystancja termorezystora w temperaturze pomiaru {\displaystyle T,}
{\displaystyle A} – współczynnik odprowadzania ciepła w mW/K zależny od rodzaju termorezystora i otoczenia, w którym jest zainstalowany.

### Termorezystory platynowe
Dzięki zaletom platyny, takim jak stałość własności fizycznych, odporność na korozję oraz kowalność, znajduje ona najszersze zastosowanie w pomiarach temperatury. Platyna stosowana na termorezystory powinna cechować się dużą czystością. W atmosferze obojętnej może być wykorzystywana do 1000 °C. Typowym zakresem pracy termorezystorów platynowych jest temperatura –200 °C ÷ +850 °C.

### Termorezystory niklowe
Drugim powszechnie wykorzystywanym materiałem na termorezystory jest nikiel, który charakteryzuje się dużym współczynnikiem temperaturowym oraz stosunkowo dużą odpornością na działanie związków chemicznych i utlenianie. Typowy termorezystor niklowy może być wykorzystywany do temperatury +350 °C, jednak w praktyce jest to zakres –60 °C ÷ +180 °C. Powyżej +350 °C następuje zmiana przebiegu jego charakterystyki termometrycznej utrudniająca jego wykorzystanie w układach pomiarowych.

### Termorezystory miedziane
Miedź jako materiał na termorezystory nie znalazła powszechnego wykorzystania w układach pomiarowych, pomimo wysokiej temperatury topnienia i dość szerokiego zakresu przetwarzania (0 °C ÷ +150 °C). Termorezystory miedziane podstawowe zastosowanie znajdują w układach pracujących w temperaturze otoczenia, głównie w chłodnictwie. Dość istotną zaletą termorezystorów miedzianych jest możliwość ich wykonania we własnym zakresie.

## Układy pracy termorezystorów

### Problem wpływu rezystancji przewodów łączących
W sensorach rezystancyjnych, również w potencjometrycznych, pojawia się problem wpływu rezystancji przewodów łączących sensor z układem pomiarowym zarówno na przebieg charakterystyki przetwarzania (nieliniowość), jak i wynik pomiaru (offset).

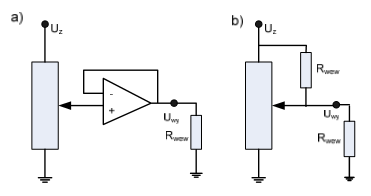
Układy kompensujące wpływ rezystancji wejściowej układu pomiarowego na liniowość charakterystyki przetwarzania układu potencjometrycznego, a) układ wykorzystujący wtórnik, b) układ z rezystorem bocznikującym

Tego typu problemy rozwiązywane są za pomocą trój – lub czteroprzewodowego podłączenia sensorów do układu pomiarowego.
Podłączenia trój i czteroprzewodowe sensorów rezystancyjnych w połączeniu z czteroramiennym mostkiem w układzie Wheatstone’a znajdują szczególne zastosowanie w przypadku termorezystorów metalowych.

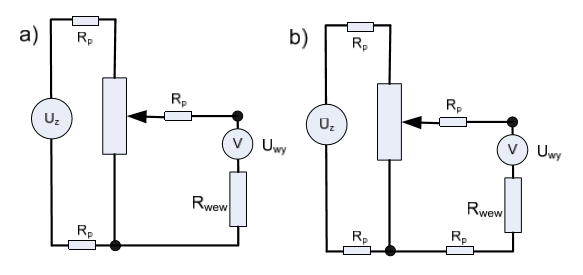
Wieloprzewodowe podłączenie sensora do układu pomiarowego, a) trójprzewodowe, b) czteroprzewodowe. (Rp – rezystancja przewodów doprowadzających, Rwew – rezystancja wewnętrzna woltomierza)

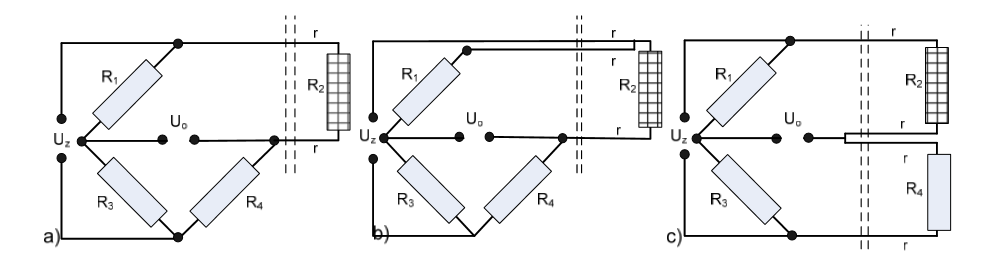
Układ czterorezystancyjnego mostka Wheatstone’a, podłączenie rezystancji a) dwuprzewodowe, b) trójprzewodowe, c) czteroprzewodowe (r – rezystancja przewodów)

W przypadku podłączenia trójprzewodowego rezystora R2 do układu mostka zrównoważonego, wpływ zmiennej rezystancji przewodów doprowadzających jest istotnie zminimalizowany. Warunek równowagi dla tak skonfigurowanego mostka będzie miał postać:
{\displaystyle (R_{1}+r)R_{4}=R_{3}(R2+r)\longrightarrow R_{3}R_{2}=R_{1}R_{4}+r(R_{4}-R3).}
Założenie równości {\displaystyle R_{4}} i {\displaystyle R_{3}} pozwala wyeliminować z warunku równowagi rezystancję przewodów łączących (r).
Napięcie wyjściowe mostka (U0) jest funkcją zmian rezystancji każdego z ramion.
{\displaystyle U_{0}=U_{Z}\cdot f\left({\frac {\Delta R_{1}}{R_{1}}}-{\frac {\Delta R_{2}}{R_{2}}}+{\frac {\Delta R_{4}}{R_{4}}}-{\frac {\Delta R_{3}}{R_{3}}}\right).}
Zgodnie z tą zależnością, w układzie czteroprzewodowego podłączenia rezystora uzyskać można również eliminację wpływu zmian rezystancji przewodów łączących {\displaystyle \left(2{\frac {\Delta r}{r}}\right)} na pomiar wartości rezystancji {\displaystyle R_{2}.}
{\displaystyle U_{0}=U_{Z}\cdot f\left({\frac {\Delta R_{1}}{R_{1}}}-{\frac {\Delta R_{2}}{R_{2}}}+{\frac {\Delta R_{4}}{R_{4}}}-{\frac {\Delta R_{3}}{R_{3}}}\right)=U_{Z}\cdot f\left[{\frac {\Delta R_{1}}{R_{1}}}-\left({\frac {\Delta R_{2}}{R_{2}}}+2{\frac {\Delta r}{r}}\right)+\left({\frac {\Delta R_{4}}{R_{4}}}+2{\frac {\Delta r}{r}}\right)-{\frac {\Delta R_{3}}{R_{3}}}\right]=U_{Z}\cdot f\left[{\frac {\Delta R_{1}}{R_{1}}}-{\frac {\Delta R_{2}}{R_{2}}}+{\frac {\Delta R_{4}}{R_{4}}}-{\frac {\Delta R_{3}}{R_{3}}}\right].}

### Problem nieliniowości sygnału wyjściowego
Współpraca pojedynczego, liniowego sensora rezystancyjnego z układem niezrównoważonego mostka czteroramiennego powoduje pojawienie się problemu nieliniowości sygnału wyjściowego w funkcji zmian rezystancji sensora.
Na rysunku przedstawiono przykładową konfigurację symetrycznego względem gałęzi indykacji mostka z pojedynczym sensorem.

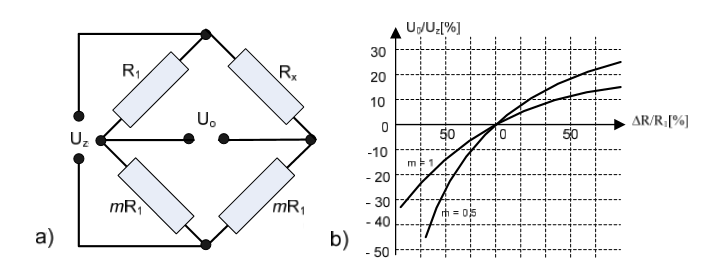
Układ mostka symetrycznego względem gałęzi indykacji z pojedynczym sensorem (a), zależność napięcia wyjściowego od zmiany rezystancji (b), (Rx = R1 dla stanu równowagi)

Dla tak zdefiniowanej struktury mostka, zależność napięcia na przekątnej indykacji od względnej zmiany rezystancji liczonej od stanu równowagi przedstawiona jest wzorem:
{\displaystyle {\frac {U_{0}}{U_{Z}}}={\frac {m}{(1+m)^{2}+(1+m)\cdot \Delta R/R_{1}}}\cdot \Delta R/R_{1}.}

### Linearyzacja charakterystyki
Problem linearyzacji charakterystyki przetwarzania mostka może być zrealizowany na szereg sposobów zarówno sprzętowych, jak i obliczeniowych.
Jednym z najczęściej stosowanych, jest wykorzystanie dodatkowych wzmacniaczy operacyjnych w strukturze mostka

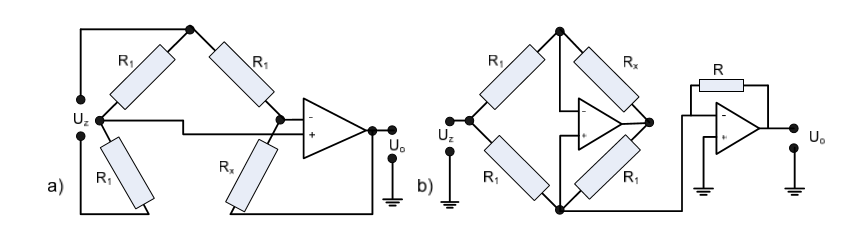
Sprzętowe metody linearyzacji charakterystyki przetwarzania mostka rezystancyjnego, a) z wykorzystanie pojedynczego wzmacniacza, b) z wykorzystaniem dwóch wzmacniaczy operacyjnych

W układzie przedstawionym na rys a., przyjmując, że {\displaystyle R_{x}=R_{1}+\Delta R} napięcie wyjściowe {\displaystyle U_{0},} będzie liniową funkcją {\displaystyle \Delta R{:}}
{\displaystyle U_{0}=-{\frac {1}{2}}U_{Z}\Delta R.}
Jedynym ograniczeniem tego typu rozwiązania jest konieczność dostępności do pięciu zacisków mostka.
W układzie przedstawionym na Rys. b, napięcie wyjściowe będzie również proporcjonalne do {\displaystyle \Delta R} zgodnie z zależnością:
{\displaystyle U_{0}=U_{Z}{\frac {R}{R_{1}}}\Delta R.}
Dodatkowym ograniczeniem występującym w tym przypadku jest konieczność zastosowania wzmacniaczy operacyjnych o podwyższonej jakości, tzn. o niskim dryfcie zarówno napięciowym, jak i prądowym.
Nieliniowość układu mostkowego nie zawsze jest jego wadą. Wykorzystanie układu mostka czteroramiennego do kondycjonowania sygnału pomiarowego z termistora zapewnia uzyskanie prawie liniowej zależności zmian napięcia na przekątnej indykacji od zmian temperatury.
Układy mostkowe znalazły również zastosowanie w kondycjonowaniu sygnałów z sond termoanemometrycznych.

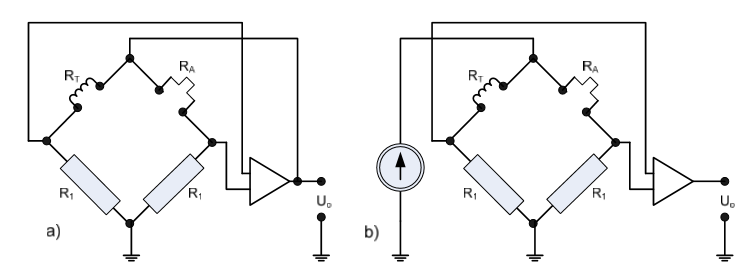
Układy termoanemometru konwekcyjnego, a) układ stałotemperaturowy, b) układ stałoprądowy (RA – rezystancja włókna anemometrycznego, RT – rezystancja termorezystora kompensacyjnego)

W obu układach zastosowano kompensację zmian temperatury mierzonego medium za pomocą włączonego w sąsiednie ramię mostka termorezystora {\displaystyle R_{T}.}